# Campeonato Mundial de Boxeo Aficionado de 2011
El XVI Campeonato Mundial de Boxeo Aficionado se celebró en Bakú (Azerbaiyán) entre el 25 de septiembre y el 8 de octubre de 2011 bajo la organización de la Asociación Internacional de Boxeo (AIBA) y la Federación Azerbaiyana de Boxeo.
Las competiciones se realizaron en el Complejo Deportivo y de Conciertos Heydər Əliyev de la capital azerbaiyana.

## Medallistas
| Evento                | Oro                              | Plata                             | Bronce                                                      |
| --------------------- | -------------------------------- | --------------------------------- | ----------------------------------------------------------- |
| Minimosca (49 kg)     | Zou Shiming China                | Shin Jong-Hun Corea del Sur       | David Airapetian · Rusia Pürevdordzhiin Serdamba · Mongolia |
| Mosca (52 kg)         | Mijail Aloyan · Rusia            | Andrew Selby Gales                | Jasurbek Latipov Uzbekistán Rau'shee Warren Estados Unidos  |
| Gallo (56 kg)         | Lázaro Álvarez · Cuba            | Luke Campbell Inglaterra          | Anvar Yunusov Tayikistán John Joseph Nevin Irlanda          |
| Ligero (60 kg)        | Vasyl Lomachenko · Ucrania       | Yasniel Toledo · Cuba             | Gani Zhailauov · Kazajistán Domenico Valentino · Italia     |
| Wélter ligero (64 kg) | Éverton Lopes · Brasil           | Denys Berinchyk · Ucrania         | Vincenzo Mangiacapre · Italia Thomas Stalker · Inglaterra   |
| Wélter (69 kg)        | Taras Shelestiuk · Ucrania       | Serik Sapiyev · Kazajistán        | Egidijus Kavaliauskas · Lituania Krishan Vikas · India      |
| Medio (75 kg)         | Evhen Jytrov · Ucrania           | Ryota Murata Japón                | Bogdan Juratoni · Rumania Esquiva Falcão · Brasil           |
| Semipesado (81 kg)    | Julio La Cruz · Cuba             | Adilbek Niyazymbetov · Kazajistán | Yegor Mejontsev · Rusia Elshod Rasulov · Uzbekistán         |
| Pesado (91 kg)        | Olexandr Usyk · Ucrania          | Teymur Məmmədov Azerbaiyán        | Wang Xuanxuan · China Siarhei Karneyeu · Bielorrusia        |
| Superpesado (+91 kg)  | Məhəmmədrəsul Məcidov Azerbaiyán | Anthony Joshua Inglaterra         | Erik Pfeifer · Alemania Ivan Dychko · Kazajistán            |

## Medallero
| Núm. | País           | Oro | Plata | Bronce | Total |
| ---- | -------------- | --- | ----- | ------ | ----- |
| 1    | Ucrania        | 4   | 1     | 0      | 5     |
| 2    | Cuba           | 2   | 1     | 0      | 3     |
| 3    | Azerbaiyán     | 1   | 1     | 0      | 2     |
| 4    | Rusia          | 1   | 0     | 2      | 3     |
| 5    | Brasil         | 1   | 0     | 1      | 2     |
| 5    | China          | 1   | 0     | 1      | 2     |
| 7    | Kazajistán     | 0   | 2     | 2      | 4     |
| 8    | Inglaterra     | 0   | 2     | 1      | 3     |
| 9    | Corea del Sur  | 0   | 1     | 0      | 1     |
| 9    | Gales          | 0   | 1     | 0      | 1     |
| 9    | Japón          | 0   | 1     | 0      | 1     |
| 12   | Italia         | 0   | 0     | 2      | 2     |
| 12   | Uzbekistán     | 0   | 0     | 2      | 2     |
| 14   | Alemania       | 0   | 0     | 1      | 1     |
| 14   | Bielorrusia    | 0   | 0     | 1      | 1     |
| 14   | Estados Unidos | 0   | 0     | 1      | 1     |
| 14   | India          | 0   | 0     | 1      | 1     |
| 14   | Irlanda        | 0   | 0     | 1      | 1     |
| 14   | Lituania       | 0   | 0     | 1      | 1     |
| 14   | Mongolia       | 0   | 0     | 1      | 1     |
| 14   | Rumania        | 0   | 0     | 1      | 1     |
| 14   | Tayikistán     | 0   | 0     | 1      | 1     |
|      | TOTAL          | 10  | 10    | 20     | 40    |